# Hermonassa ellenae
Hermonassa ellenae är en fjärilsart som beskrevs av Charles Boursin 1967. Hermonassa ellenae ingår i släktet Hermonassa och familjen nattflyn. Inga underarter finns listade i Catalogue of Life.